# Малое Карачкино
Ма́лое Кара́чкино (чув. Пушкăрт, малокарач. нареч. Пошкарт) — село в России, административный центр Малокарачкинского сельского поселения Ядринского района Чувашской Республики. В селе проживают носители малокарачкинского наречия чувашского языка, отличающегося от прочих наречий и диалектов чувашского языка.

## География
Село расположено на берегах рек Катвашки и Унги, в 20 км от реки Суры, в 66 км от города Чебоксары — столицы Чувашской Республики, и в 37 км от города Ядрин — административного центра Ядринского района. До железнодорожной станции 66 км.

## История
Из дер. Большое Карачкино (ныне Моргаушского района), основанной чувашом Хорачкой, выделился его брат в дер. Малое Карачкино (ныне Ядринского района).— Чувашские исторические предания
Жители — до 1866 года государственные крестьяне; занимались земледелием, животноводством. Действовал храм во имя Казанской иконы Божией Матери (1870—1941). В начале XX века функционировали церковно-приходская школа, школа Министерства народного просвещения, 2 библиотеки, пожарная дружина, кредитное товарищество кассы мелкого кредита (с 16 марта 1911 года); имелись промыслы: кузнечный, портняжный, пчеловодство. 

В 1920-е годы работали школа 1-й ступени, маслобойка; зарегистрированы кредитное кооперативное товарищество (с 29 марта 1924 года), товарищество потребителей «Помощь» (с 6 мая 1924 года), сельскохозяйственное пчеловодческое товарищество «Труд» (с 19 августа 1925 года); имелись портняжное, вышивальное производства, ремонт обуви. В 1929 году образован колхоз «Новый путь». 

По состоянию на 1 мая 1981 года село Малое Карачкино Малокарачкинского сельского совета — в составе колхоза «Родина»:109.

В 1994 года восстановлена церковь, образован приход.

### Административно-территориальная принадлежность
В составе: Кожважсигачинской волости, Малокарачкинской волостей Козьмодемьянского уезда (по 22 июля 1920 года), Малокарачкинской волости Чебоксарского уезда (по 5 октября 1920 года), Малокарачкинской волости Ядринского уезда (до 1 октября 1927 года) (волостной центр — 14 октября 1926 года). С 1 октября 1927 года — в Татаркасинском районе, с 16 января 1939 года — в Сундырском районе, с 20 декабря 1962 года — в Ядринском районе:150. 

Сельские советы: с 1 октября 1927 года — Малокарачкинский:186.

## Название
До 1925 года название села употреблялось в двояком значении: как наименование села, состоящего из околотков Анаткасы́, Пошкарды́, Берёзовый, Эмякасы́ и как синоним одного из них — Анаткасов:186. 

Рус. название от имени Хорачка. Чув. хура, тюрк. кара «черный».— Географические названия Чувашской Республики.

## Население
| 2010 | 2012 |
| ---- | ---- |
| 401  | ↗520 |

По данным Всероссийской переписи населения 2002 года в селе проживали 509 человек, преобладающая национальность — чуваши (96 %).

## Инфраструктура
Функционирует СХПК «Заря» (по состоянию на 2010 год). Имеются школа, фельдшерский пункт, клуб, библиотека, 2 спортплощадки, отделение связи, музей, 2 магазина, предприятие общественного питания.

## Памятники и памятные места
Обелиск воинам, павшим в Великой Отечественной войне «Вечная память и слава павшим воинам села Малое Карачкино в Великой Отечественной войне 1941—1945 гг.».

## Люди, связанные с селом
- Березин Михаил Александрович (1889, Малое Карачкино, Козьмодемьянский уезд — 1938, Новосибирская область) — священномученик, священник. Служил в селе Кузнецово Марийской АССР. В конце 1936 года арестован, в 1937 году приговорён к 5 годам заключения. В 1938 году приговорён к расстрелу. Причислен к Собору Новомучеников и исповедников в 2002 году[11][12].
- Ванеркке Евдокия Дмитриевна (1889, Малое Карачкино, Козьмодемьянский уезд — 1951, Верхнеуральская тюрьма, Челябинская область) — педагог, партийный деятель, журналист. Окончила Симбирскую чувашскую учительскую школу, работала учительницей в деревне Средние Ирзеи, селе Малое Карачкино Козьмодемьянского уезда, позже заведовала Чебоксарской школой-коммуной. Председатель Шихазанского райисполкома (1935—1938). В 1936 году входила в состав Комиссии по созданию новой Конституции Чувашской АССР. Автор букваря и хрестоматий для чувашских школ. В 1939 году репрессирована[13].
- Корочкова Зинаида Борисовна (р. 1950, Малое Карачкино, Ядринский район) — педагог. Работала учителем начальных классов, русского языка и литературы и директором Малокарачкинской средней школы, председателем исполкома (1990—1992) и главой администрации (1992—1994) Малокарачкинского сельсовета Ядринского района. Заслуженный учитель Чувашской Республики (2005), почётный гражданин Ядринского района (2010)[14].
- Петров (Тинехпи) Михаил Петрович (1877, Мунъялы, Ядринский уезд — 1938, Цивильская тюрьма) — религиозный деятель, педагог, этнограф, историк, музеевед. В 1907—1914 годах священник в селе Малое Карачкино Козьмодемьянского уезда.
- Сергеев Михаил Сергеевич (1897, Малое Карачкино, Козьмодемьянский уезд — 1942, Горьковская область, в заключении) — государственный деятель. Член редколлегии центрального чувашского журнала «Ĕçлекенсен сасси». В 1927—1930 годах народный комиссар просвещения Чувашской АССР, в 1931—1933 годах директор Комплексного научно-исследовательского института (ныне ЧГИГН). В конце 1937 года репрессирован. Реабилитирован в 1956 году[15].